# Las Tinas
Las Tinas är en ort i Mexiko.   Den ligger i kommunen Elota och delstaten Sinaloa, i den centrala delen av landet, 900 km nordväst om huvudstaden Mexico City. Las Tinas ligger 95 meter över havet och antalet invånare är 256.
Terrängen runt Las Tinas är platt åt sydväst, men åt nordost är den kuperad. Runt Las Tinas är det ganska glesbefolkat, med 42 invånare per kvadratkilometer. Närmaste större samhälle är El Carrizo, 15,9 km söder om Las Tinas. Omgivningarna runt Las Tinas är en mosaik av jordbruksmark och naturlig växtlighet.